# Épinal-Est (tổng)
Tổng Épinal-Est là một tổng của Pháp, tọa lạc tại tỉnh Vosges trong vùng Lorraine của Pháp.

## Phân chia hành chính
Tổng Épinal-Est được chia thành 10 xã:
- Arches
- Archettes
- La Baffe
- Deyvillers
- Dignonville
- Dinozé
- Dogneville
- Épinal (một phần của xã)
- Jeuxey
- Longchamp
- Vaudéville

## Hành chính
| Giai đoạn | Ủy viên                  | Đảng | Tư cách |
| --------- | ------------------------ | ---- | ------- |
| 1992-1998 | ... Roth                 | UDF  | ...     |
| 1998-2011 | François-Xavier Huguenot | PS   | ...     |

## Biến động dân số
| 1968                                         | 1975 | 1982 | 1990   | 1999   |
| -------------------------------------------- | ---- | ---- | ------ | ------ |
| -                                            | -    | -    | 30 139 | 29 726 |
| Số liệu từ năm 1968: Dân số không tính trùng |      |      |        |        |